# Тази

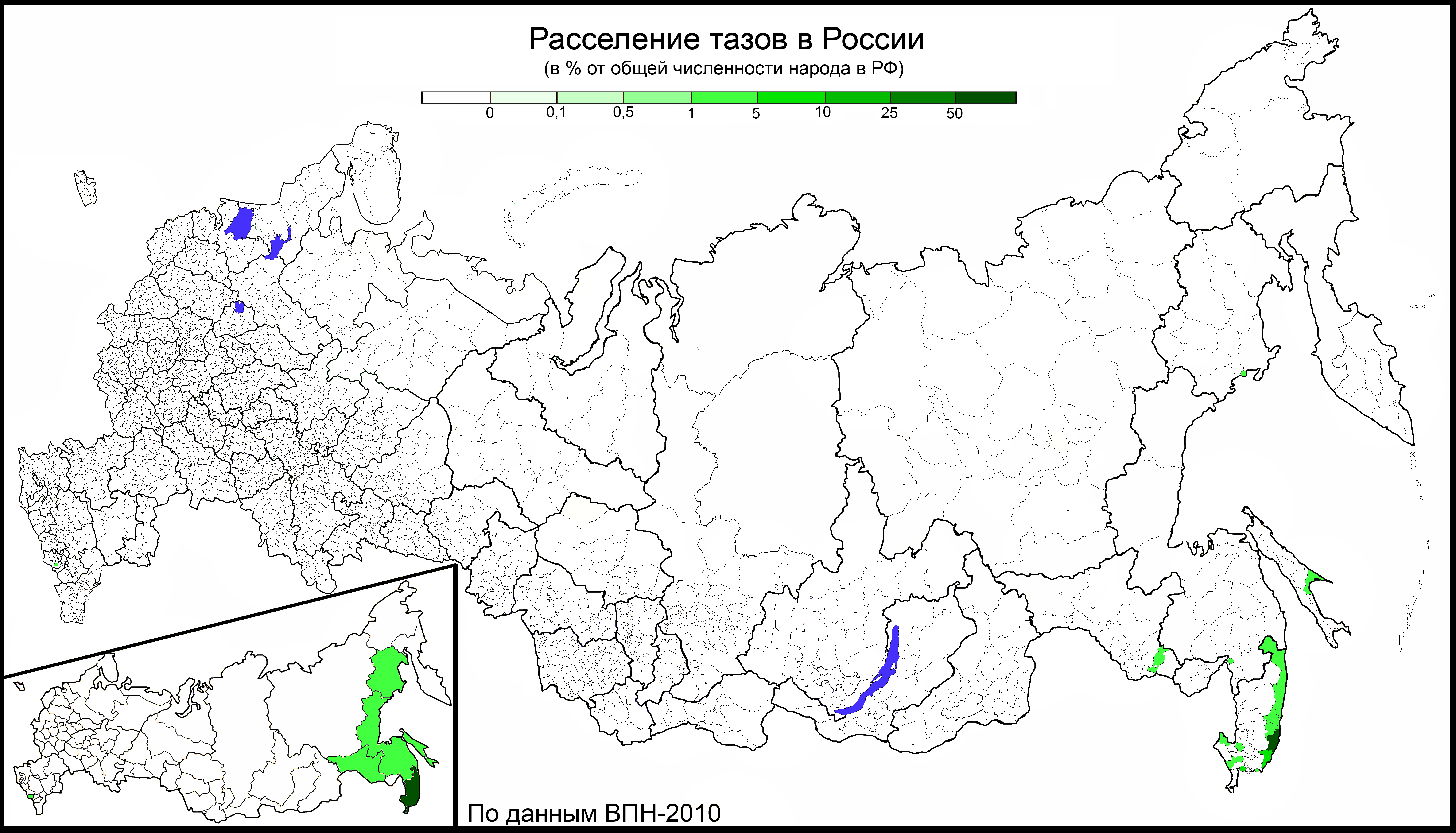
Частка тазького населення району у загальній чисельності тазів в РФ

Та́зи (удэ́) – один з нечисленних корінних народів на Далекому Сході Російської Федерації, чисельність якого налічує 276 чоловік. Проживають переважно у  Ольгинському районі Приморського краю. Де-які представники народу проживають у інших районах Російської Федерації. Є спорідненими з удегейцями й нанайцями. У радянський час розглядалися як частина удегейців. 2000 року тази були визначені як окремий етнос групи корінних нечисленних народів Російської Федерації.

## Історія
Народність тазів сформувалася у другій половині XIX століття.   Ця етнічна група має метисне походження й сформувалася внаслідок змішування удегейців й нанайців з манчжурами й китайцями. У 1860-х роках розпочалася інтенсивна колонізація Усурійського краю росіянами та китайцями. Китайці приїздлили сюди спочатку лише на заробітки й потім їхали на батьківщину. Згодом частина китайців залишалася у цьому регіоні. Приходили у Росію майже виключно китайці-чоловіки, без сімей. Тому китайці охоче вступали у шлюб з місцевими жінками. Найпівденніша частина удегейців поступово сильно китаїзувалася. Місцеві жителі називали таких удегейців китайським ім’ям дацзи, що у мові місцевих росіян і не росіян набуло звучання тази.